# Predrag Ocokoljić
Predrag Ocokoljić, cyr. Предраг Оцокољић (ur. 29 lipca 1977 w Belgradzie, Jugosławia) – serbski piłkarz, grający na pozycji obrońcy, reprezentant Serbii i Czarnogóry.

## Kariera piłkarska

### Kariera klubowa
Wychowanek klubów FK Dorćol Belgrad i FK Palilulac Belgrad. W 1997 rozpoczął karierę piłkarską w FK Radnički Nisz, a w następnym roku powrócił do swego rodzimego miasta, gdzie został piłkarzem FK Obilić Belgrad. Potem występował w FK Obilić Belgrad, skąd był wypożyczony do FK Beograd. W marcu 2002 wyjechał do Ukrainy, gdzie podpisał roczny kontrakt z Szachtarem Donieck. Nie potrafił przebić się do podstawowego składu górników i już latem powrócił do FK Obilić. Latem 2003 ponownie wyjechał za granicę, tym razem do Francji, gdzie został piłkarzem Toulouse FC. W lipcu 2004 doznał ciężkiej kontuzji kolana i potem przez 8 miesięcy leczył się. Latem 2005 podpisał 2-letni kontrakt z LB Châteauroux, ale po roku gry we francuskim klubie powrócił do FK Obilić. Latem 2007 przeszedł do cypryjskiego AEL Limassol. W następnym sezonie bronił barw Anorthosisu Famagusta. Latem 2010 przeniósł się do Ethnikosa Achna. Latem 2011 powrócił do ojczyzny, gdzie grał w FK Rad.

### Kariera reprezentacyjna
W 2003 zadebiutował w narodowej reprezentacji Serbii i Czarnogóry.

## Sukcesy i odznaczenia

### Sukcesy klubowe
- wicemistrz Jugosławii: 1999
- brązowy medalista Mistrzostw Jugosławii: 2000
- mistrz Ukrainy: 2002
- wicemistrz Cypru: 2010
- brązowy medalista Mistrzostw Cypru: 2009